# Dallas County Voters League
La Dallas County Voters League  (désignée par la traduction non officielle « Ligue des voteurs du comté de Dallas » en français), abrégée par son sigle  (DCVL) est une association locale du comté de Dallas, Alabama, dont le but était d'inscrire les électeurs afro-américains pendant les années 1950 et 1960. 
L'organisation est fondée dans les années 1920 par Charles J. Adams, employé du service postal et organisateur des droits civils. Le DCVL est ensuite relancé par un comité directeur de huit membres, connu sous le nom de «Courageous Eight» (les huit courageux): Amelia Boynton, Marie Foster, Ulysses S. Blackmon, James E. Gildersleeve, Frederick D. Reese, Rév. John D. Hunter, Rév. Henry Shannon et Earnest Doyle. Ces membres essayent d'enregistrer des électeurs afro-américains à la fin des années 1950 et au début des années 1960, mais leurs efforts sont bloqués par les autorités nationales et locales, le White Citizens' Council et le Ku Klux Klan. En 1962, Frederick D. Reese est élu président de la DCVL.  
En février 1963, Bernard Lafayette, est envoyé à Selma par le Comité de coordination non-violent des étudiants (Student Nonviolent Coordinating Committee, SNCC) pour faire campagne pour l'inscription des électeurs noirs dans la région. Il y rencontre les représentants de la DCVL qui l’impressionnent aussi recommande-t-il le financement de la ligue. En juillet 1963, des manifestations et des sit-in sont coordonnés par le SNCC et la DCVL,. 
Malgré l'adoption de loi sur les droits civils de 1964 mettant fin légalement à la pratique de la ségrégation, la DCVL continue de rencontrer des difficultés pour les enregistrer les électeurs noirs sur les listes électorales. Cette année-là, seulement 2,2% des Afro-Américains sont inscrits pour voter dans le comté de Dallas en dépit du travail continu de la DCVL. 
À la fin de 1964, la DCVL reçoit l'aide de la Conférence du Leadership chrétien du Sud (Southern Christian Leadership Conference, SCLC), dirigé par Martin Luther King Jr. En 1965, l'organisation travaille en collaboration avec le SNCC et la SCLC pour organiser les marches de Selma à Montgomery. 
Après que la SCLC et King lancent la campagne pour les droits de vote de Selma de 1965, le 2 janvier 1965, l'instituteur Frederick Reese, président de la DCVL, convint ses collègues enseignants de se joindre à une tentative d'inscription en masse pour voter. 105 enseignants et leurs étudiants tentent à trois reprises le 22 janvier de gravir les marches du palais de justice du comté et sont repoussés à chaque fois. Étant donné que les précédentes tentatives d'enregistrement avaient été faites en grande partie par des ouvriers et des étudiants, il s'agissait de la première tentative par des Noirs éduqués dans le comté.   
Les autres membres de la DCVL furent Annie Lee Cooper,, Louis Lloyd Anderson (pasteur de l'église Tabernacle) et JL Chestnut. Gildersleeve fut aussi président de la ligue. 